# Mimommata mollardi
Mimommata mollardi är en skalbaggsart som beskrevs av Peñaherrera och Tavakilian 2003. Mimommata mollardi ingår i släktet Mimommata och familjen långhorningar. Inga underarter finns listade i Catalogue of Life.